# Csűrcsavarosdi
A Csűrcsavarosdi (eredeti cím: Kerwhizz) egy angol vegyes technikájú tévéfilmsorozat, amely valós díszletekkel élőszereplős, és 3D-s számítógépes animációs jelenetekkel készült. A forgatókönyvet Robert Butler írta, a sorozatot Arnfinn Moseng és Adam Shaw rendezte, a zenéjét Rob Lord szerezte, a producere Stephen Cannon volt, a British Broadcasting Corporation készítette. Az Egyesült Királyságban 2008. november 7-én a CBeebies, Magyarországon az M2 mutatta be 2013. október 29-én.

## Ismertető
Ebben a játékos vetélkedőben három csapat küzd egymás ellen. A párosok Copfli és Flipper, ők a sárga színű csapatot alkotják, Pörge és Ormi, akik a kék színű csapatban vannak, valamint  Delej és Szőrmóka a rózsaszín csapatban. A játékot egy négy körből álló kvízjáték vezeti fel. Aki több kérdésre helyesen válaszol, az választhat először a verseny során felhasználható tárgyak közül. Egy helyes válasszal megnyerheti még a titkos fegyvert is, ami a versenypálya akadályait segít leküzdeni. A kvíz után, minden csapat beül a "röphajóba", amivel igyekszenek minél hamarabb végigjutni a versenypályán. Az elsőként átérő lesz a játék nyertese.

## Szereplők
| Szereplő       | Eredeti név  | Eredeti hang     | Magyar hang    | Leírás                                                                                                   |
| -------------- | ------------ | ---------------- | -------------- | --- |
| Csűrcsavarintó | Kerwhizzitor | Jacob Scipio     | Czető Roland   | Ő a kvíz moderátora. Faviccekkel, rossz szójátékokkal és mondókákkal igyekszik felpörgetni a csapatokat. |
| Copfli         | Ninki        | Kriselle Basilio | Koller Virág   | Sötét bőrű, feketehajú lány, lila szemmel. Sárga ruhát visel. A Sárga Csillag csapat tagja.              |
| Flipper        | Pip          | N/A              | Eredeti hang   | Egy zöld bundás jószág piros szemekkel. Sárga ruhát visel ő is. Szintén a Sárga Csillag csapat tagja.    |
| Pörge          | Twist        | Alex Velleman    | Straub Norbert | Egy szőke, kék szemű srác. A ruhája is kék. Ő az egyik tag a Kék Spirál csapatban.                       |
| Ormi           | Snout        | Jermaine Woods   | Zöld Csaba     | Az ő bundája barna, az ormánya kék. Pörge társa a Kék Spirál csapatban.                                  |
| Delej          | Kit          | Telka Donyai     | Jelinek Éva    | Egy zöld szemű, kék hajú leány, rózsaszín ruhával. A Rózsaszín Villám csapat emberi tagja.               |
| Szőrmóka       | Kaboodle     | Yasmin Garrad    | Mohácsi Nóra   | Rózsaszín jószág kék fejszőrzettel és szemmel. Ő a nem emberi tagja a Rózsaszín Villám csapatnak.        |

### Magyar változat
- Felolvasó: Endrédi Máté
- Magyar szöveg: Kozma Borbála
- Szerkesztő: Horváth Márta
- Hangmérnök és vágó: Kiss István
- Szinkronrendező: Ambrus Zsuzsa
- Produkciós asszisztens: Fodor Eszter

A szinkront az MTVA megbízásából a MAHIR Szinkron Kft. készítette.

## Epizódok
| Évad | Évad | Epizódok | Eredeti sugárzás  | Eredeti sugárzás  | Magyar sugárzás   | Magyar sugárzás    |
| Évad | Évad | Epizódok | Évadpremier       | Évadfinálé        | Évadpremier       | Évadfinálé         |
| ---- | ---- | -------- | ----------------- | ----------------- | ----------------- | ------------------ |
|      | 1    | 26       | 2008. november 7. | 2009. május 15.   | 2013. október 29. | 2013. december 3.  |
|      | 2    | 15       | 2011. március 7.  | 2011. március 25. | 2013. december 4. | 2013. december 24. |